# Banana (журнал)
Banana — журнал на азиатско-американскую тематику, основанный Вики Хо и Кэтлин Цо. Штаб-квартира журнала находится в Чайнатауне на Манхэттене.

## Основание и название
Журнал «Banana» был основан в 2014 году. В интервью HuffPost соучредители журнала рассказали о происхождении его названия: «Название «Banana» происходит от термина, распространённого в восточноазиатских общинах». «Выбор названия «Banana» — это своего рода внутренняя шутка», — говорят основатели журнала.
«Каждый, кого когда-либо называли «бананом», знает, что это прозвище давали многим азиатам первого поколения, выросшим в западном мире, как и мы. Это не уничижительный, а почётный тон», — пишут они на сайте журнала.